# Bonnie Owens
Bonnie Owens (* 1. Oktober 1929 als Bonnie Campbell in Oklahoma City; † 24. April 2006 in Bakersfield) war eine US-amerikanische Country-Sängerin. Sie war mit den beiden US-amerikanischen Country-Sängern Buck Owens und Merle Haggard verheiratet.

## Leben
Owens heiratete im Januar 1948 als Achtzehnjährige den damals noch wenig bekannten Musiker 19-jährigen Buck Owens, den sie mit circa 15 Jahren kennengelernt und von dem sie zum Zeitpunkt der Hochzeit im vierten Monat schwanger war. Ihr erster gemeinsamer Sohn wurde im Mai 1948 geboren, der zweite im März 1950. 1951 zog das Paar nach Bakersfield. Bald darauf trennten sich Bonnie und Buck. Die Ehe wurde 1953 geschieden.
Bonnie hatte bereits einige Singles aufgenommen, als sie 1964 das Duett mit Merle Haggard Just Between The Two Of Us einspielte. Die Single wurde zum Hit und brachte den beiden einen ACM Award als „Best Vocal Group“ ein. Ein Jahr später heirateten Merle und Bonnie. Neben der Zusammenarbeit mit ihrem Ehemann, produzierte sie auch einige recht erfolgreiche Solo-Platten. 1975 beendete sie ihre Karriere als Sängerin und arbeitete fortan nur noch als Songwriterin. 1978 wurde auch die Ehe mit Merle Haggard geschieden.
Bonnie Owens starb am 24. April 2006 im Bakersfield Hospice im Alter von 76 Jahren.